# هوایتا
هوایتا کوهی از رشته‌کوه چیلا در آند پرو است. نزدیک به ۵٬۴۰۰ متر (۱۷٬۷۱۷ فوت) بلندا دارد و در منطقه ارکیپا، استان کاستیا، بخش چاچس جای گرفته‌است. هوایتا در جنوب هوانا و Sullucullahua، در شمال شرقی چینچون و جنوب شرقی اکروتا قرار دارد.